# گائو شیا
```
گائو
 (به 
چینی
: 皋) شاه اسطوره ای 
چین
، پانزدهمین شاه از دودمان نیمه اسطوره‌ای ای 
شیا
 بود.
[
۱
]
 او حدود ۱۱ سال حکومت کرد.
[
۲
]
[
۳
]
```

در سومین سال از سلطنت وی، گائو قدرت تون وِی، نجیب‌زاده توسط کونگ جیا، پدر گائو را تحویل داد.
| گائو شیادودمان شیا |                         |          |
| عنوان سلطنتی       |                         |          |
| پیشین: کونگ جیا    | سلطنت 1758 BC – 1747 BC | پسین: فا |